# Masako Mori
Masako Morita (森田 昌子, Morita Masako, Utsunomiya, Tochigi; 13 de outubro de 1958) mais conhecida profissionalmente como Masako Mori (森 昌子, Mori Masako), é uma cantora de enka e atriz japonesa. Ela iniciou sua carreira musical com o lançamento de Sensei (1972) aos treze anos de idade, que foi seguido por diversos outros singles e álbuns ao longo dos anos.

## Biografia
Mori realizou sua estreia no cenário musical em 1972, aos treze anos, com a canção Sensei, recebendo vários prêmios musicais por ela. A faixa alcançou a posição de número três na tabela musical da Oricon. No mesmo ano ela lançou a canção Dōkyūsei. Em 1973, Mori fez parte do "trio feminino de sucesso", que também incluía Momoe Yamaguchi e Junko Sakurada. O trio musical tornou-se popular como parte do programa de televisão Producing the Stars (Star Tanjō!). Mori lançou outras canções exitosas ao longo dos anos como Chugaku Sannensei (1973), Okaasan (1974) e Ettou Tsubame(1983). Este último levou-a vencer o prêmio de Melhor Cantora no Japan Record Awards em dezembro de 1983. Mori se aposentou quando se casou com o cantor Shinichi Mori em 1986, entretanto, retornou aos cenário musical em 2001 e lançou o single Bara Iro no Mirai em 2006, que atingiu a posição de número catorze pela tabela da Oricon. Além de cantar, ela também atuou em diversos filmes e dramas televisivos japoneses.
Em março de 2019, Mori anunciou que estava se aposentando da indústria do entretenimento.
Mori foi casada com o cantor Shinichi Mori por dezenove anos e possui três filhos, os quais, Takahiro Moriuchi e Hiroki Moriuchi, são vocalistas das bandas de rock One Ok Rock e My First Story, respectivamente.